# BugBug (magazine de jeux vidéo)
Pour les articles homonymes, voir Bugbug (homonymie).
BugBug (バグバグ, bagubagu) est un magazine mensuel japonais de jeux pour adultes ; souvent, ceux-ci sont des visual novels / romans vidéoludiques. Ce n'est qu'à partir du 3e numéro que le magazine s'est spécialisé dans les jeux pour adultes.
BugBug était initialement publié par les éditions Sun (サン出版, sanshuppan) en 1992. Plus tard, les éditions Sun ont changé son nom en « Magazine Magazine » (マガジン・マガジン). BugBug est désormais publié par les éditions Fujimi (富士美出版),.

## Voir également